# Casus belli

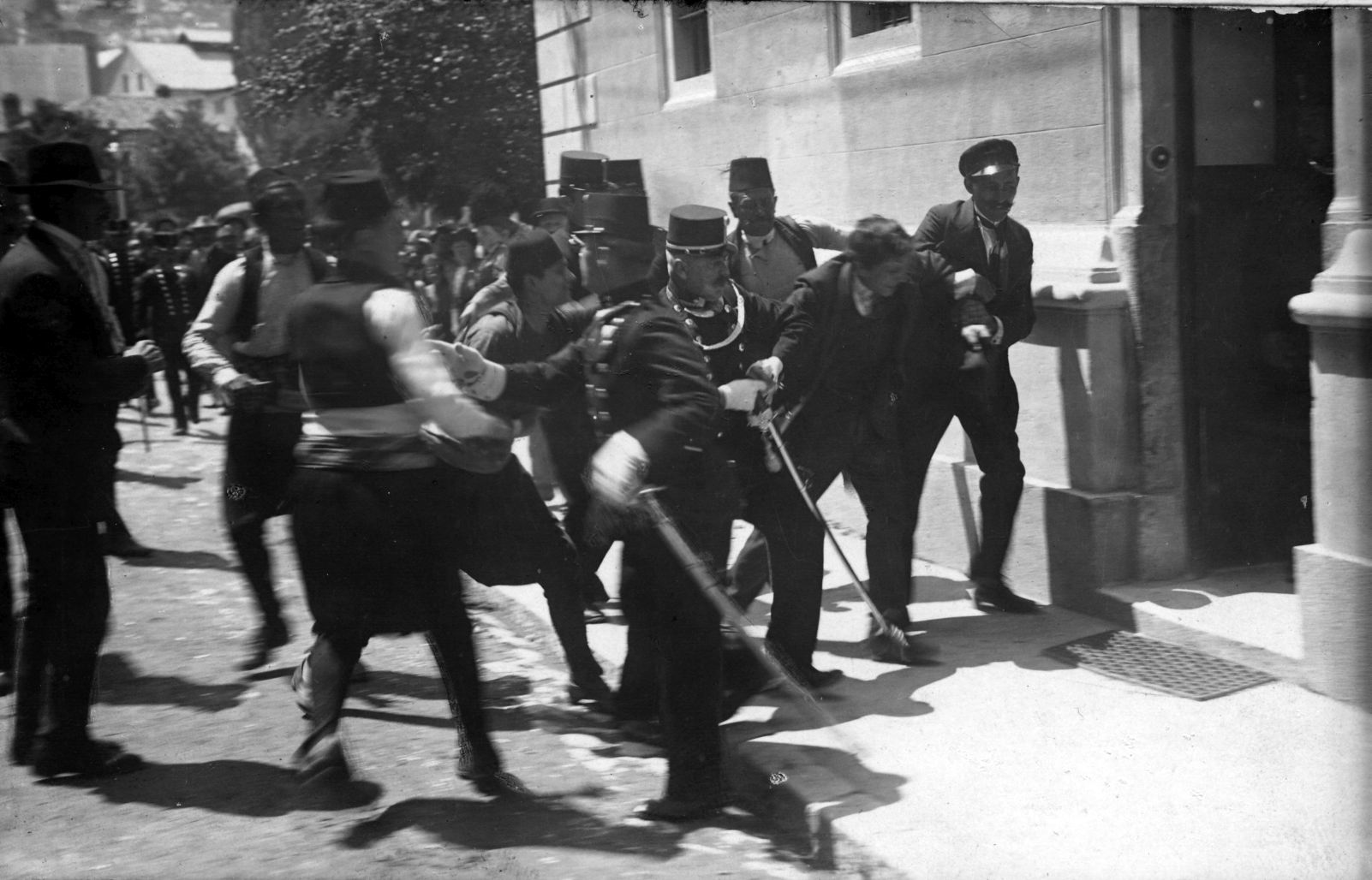
Fotografía del momento de la captura de Gavrilo Princip tras el asesinato del archiduque Francisco Fernando de Austria. Este magnicidio se considera uno de los casus belli de la Primera Guerra Mundial.

Casus belli es una expresión latina, traducible al español como «motivo de guerra», que hace referencia a la circunstancia que supone causa o pretexto para establecer una acción bélica. El surgimiento del término se da en el contexto del Derecho internacional de finales del siglo XIX, como consecuencia de la doctrina política del ius in bello.
El casus belli, como parte del ius in bello o «Derecho de guerra», busca regular las acciones bélicas de los distintos países, de manera que a priori prohíbe el recurso a la fuerza armada para resolver conflictos, pero permite el uso del aparato militar contra otro Estado bajo el principio de ultima ratio, es decir como último recurso.[cita requerida]

## Ejemplos históricos
En esta sección se exponen algunos de los casos más famosos y/o controvertidos de casus belli ocurridos en los tiempos antiguos y modernos.

### Guerra de Troya
Fecha = 1250 a. C. o 1196 a. C. 
- Guerra de Troya
- Casus belli: Rapto de Helena

### Segunda guerra púnica
Fecha = 219. a. C.
- Segunda guerra púnica
- Casus belli: Sitio de Sagunto

### Guerra civil estadounidense
Mientras que el conflicto a largo plazo entre los estados del norte y del sur (principalmente debido a las disparidades económicas y las cuestiones morales causadas por la esclavitud) fue la causa de la guerra de Secesión, el ataque confederado a Fort Sumter (12-14 de abril de 1861) sirvió de casus belli   para encender la guerra más mortífera de la historia de Estados Unidos.

### Guerra hispano-estadounidense

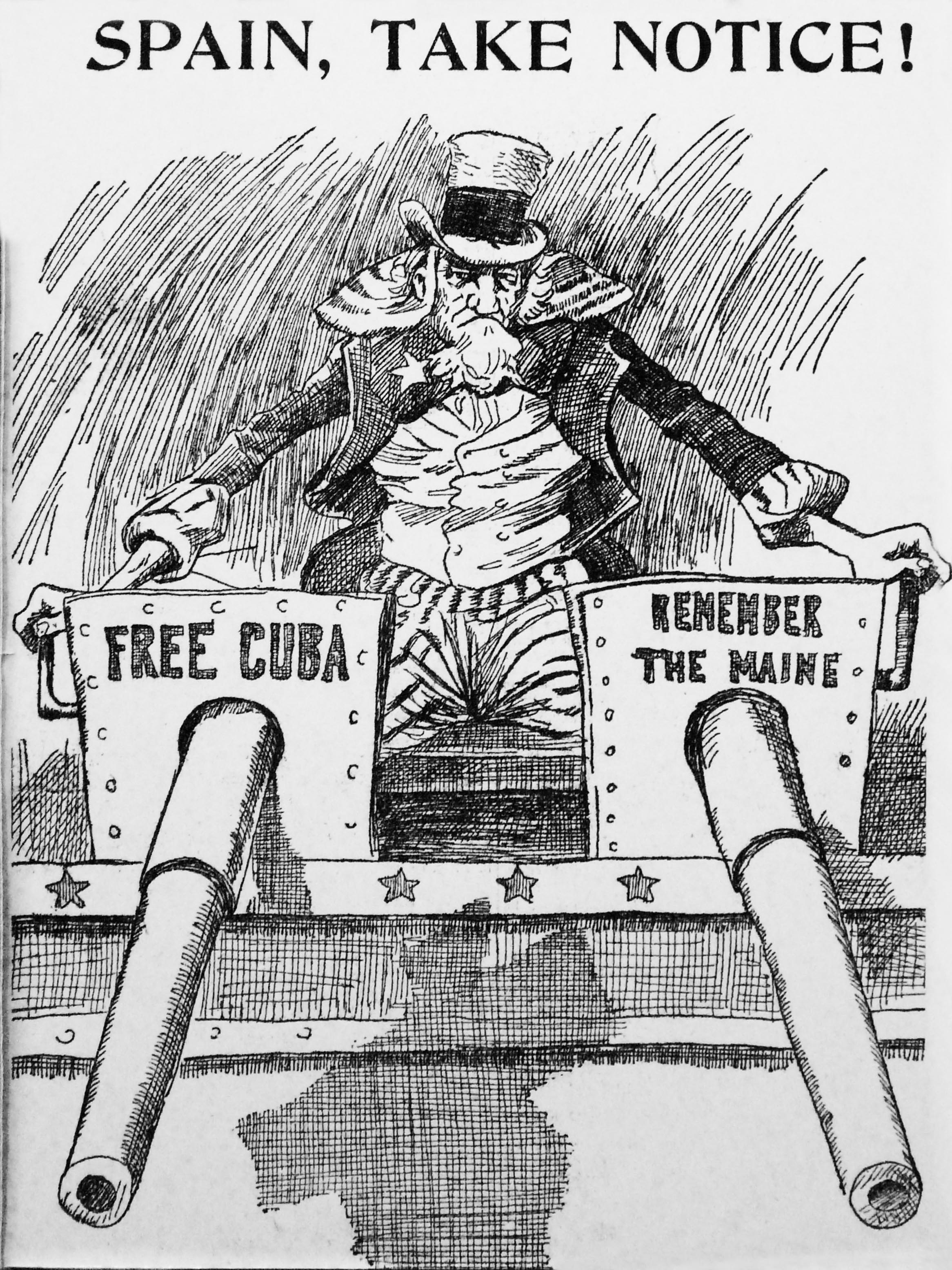
Caricatura bélica del Uncle Sam (Tío Sam) amenazando a España, c. 1898

Aunque la destrucción del Maine no supuso una declaración de guerra inmediata con España, sí creó un ambiente que impedía una solución pacífica. La investigación española determinó que la explosión había sido causada por la combustión espontánea de las carboneras, pero el Tribunal de Investigación de la Junta Sampson de Estados Unidos dictaminó que la explosión había sido causada por una explosión externa de un torpedo. La administración de McKinley no citó la explosión como casus belli, pero otros ya se inclinaban por entrar en guerra con España por las atrocidades percibidas y la pérdida de control en Cuba. Los defensores de la guerra utilizaban el grito de guerra: «¡Recuerden el Maine! Al diablo con España!»

### Segunda guerra del Opio
Los europeos tenían acceso a los puertos chinos según el Tratado de Nankín de la primera guerra del Opio. Francia utilizó la ejecución de Auguste Chapdelaine como casus belli para la segunda guerra del Opio. El 29 de febrero de 1856, Chapdelaine, un misionero francés, fue asesinado en la provincia de Guangxi, que no estaba abierta a los extranjeros. En respuesta, las fuerzas británicas y francesas tomaron rápidamente el control de Guangzhou.

### Primera Guerra Mundial
El casus belli de Austria-Hungría contra Serbia en julio de 1914 se basó en la negativa de Serbia a investigar la implicación de los funcionarios del gobierno serbio en el equipamiento, entrenamiento y pago de los asesinos que asesinaron al archiduque Francisco Fernando de Austria en Sarajevo. El gobierno serbio se negó a la gestión austriaca y Austria-Hungría declaró la guerra.
En 1917, el Imperio Alemán envió el Telegrama Zimmermann a México, en el que intentaban persuadir a México para que se uniera a la guerra y luchara contra Estados Unidos, por lo que serían recompensados con Texas, Nuevo México y Arizona, todos ellos antiguos territorios mexicanos. Este telegrama fue interceptado por los británicos y luego transmitido a los Estados Unidos, lo que hizo que el presidente Woodrow Wilson lo utilizara para convencer al Congreso de unirse a la Primera Guerra Mundial junto a los aliados. El presidente mexicano de la época, Venustiano Carranza, hizo que una comisión militar evaluara la viabilidad, que concluyó que no sería factible por múltiples razones.

### Segunda Guerra Mundial
En su autobiografía Mein Kampf, Adolf Hitler había defendido en la década de 1920 una política de Lebensraum ("espacio vital") para el pueblo alemán, que en términos prácticos significaba la expansión territorial alemana en Europa del Este. 

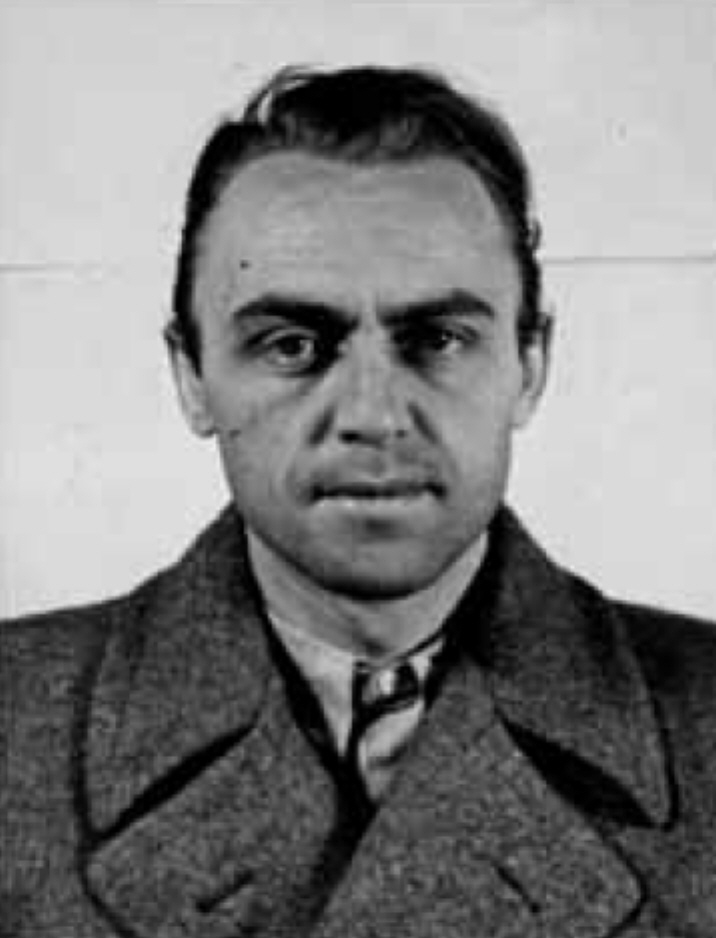
Alfred Naujocks, que organizó y dirigió el incidente de Gleiwitz por orden de Heydrich.

En agosto de 1939, para poner en práctica la primera fase de esta política, el gobierno nazi de Alemania, bajo el liderazgo de Hitler, escenificó el incidente de Gleiwitz, que fue utilizado como casus belli para la invasión de Polonia en septiembre siguiente. Las fuerzas nazis utilizaron prisioneros de campos de concentración que se hicieron pasar por polacos el 31 de agosto de 1939, para atacar la estación de radio alemana Sender Gleiwitz en Gleiwitz, Alta Silesia, Alemania (desde 1945: Gliwice, Polonia) en vísperas de la Segunda Guerra Mundial. Los aliados de Polonia, el Reino Unido y Francia, declararon posteriormente la guerra a Alemania de acuerdo con su alianza.
En 1941, actuando una vez más de acuerdo con la política del Lebensraum, la Alemania nazi invadió la Unión Soviética, utilizando el casus belli de la guerra preventiva para justificar el acto de agresión.

### Segunda guerra italo-etíope
Fecha = 1934-1935
- Segunda guerra italo-etíope
- Casus belli: el incidente de Walwal (Crisis de Abisinia)

### Guerra de Vietnam
Muchos historiadores han sugerido que el segundo Incidente del Golfo de Tonkín fue un pretexto fabricado para la guerra de Vietnam. Oficiales navales norvietnamitas han declarado públicamente que durante el segundo incidente el USS Maddox nunca fue disparado por las fuerzas navales norvietnamitas. En el documental «La niebla de la guerra», el entonces secretario de Defensa estadounidense Robert McNamara reconoce que el ataque durante el segundo incidente no se produjo, aunque dice que él y el presidente Johnson lo creyeron así en su momento.
El primer Incidente del Golfo de Tonkín (el 2 de agosto) no debe confundirse con el segundo Incidente del Golfo de Tonkín (el 4 de agosto). Los norvietnamitas afirmaron que el 2 de agosto, el destructor estadounidense USS Maddox fue alcanzado por un torpedo y que uno de los aviones estadounidenses había sido derribado en aguas territoriales norvietnamitas. El PAVN Museum en Hanói muestra «Parte de una lancha torpedera... que ahuyentó con éxito al USS Maddox el 2 de agosto de 1964».
El casus belli para la guerra de Vietnam fue el segundo incidente. El 4 de agosto, el USS Maddox fue lanzado a la costa norvietnamita para «mostrar la bandera» tras el primer incidente. Las autoridades estadounidenses afirmaron que dos barcos vietnamitas intentaron atacar al USS Maddox y fueron hundidos. El gobierno de Vietnam del Norte negó completamente el segundo incidente. La negación jugó a favor de los esfuerzos propagandísticos de Vietnam del Norte durante toda la guerra, y durante algunos años posteriores.

### Guerra árabe-israelí de 1967
Un casus belli jugó un papel destacado durante la guerra de los Seis Días de 1967. El gobierno israelí tenía una breve lista de casūs belli, actos que consideraba provocaciones que justificaban las represalias armadas. El más importante era el bloqueo del Estrecho de Tirán que conducía a Eilat, el único puerto de Israel hacia el Mar Rojo, a través del cual Israel recibía gran parte de su petróleo. Tras varios incidentes fronterizos entre Israel y los aliados de Egipto, Siria y Jordania, Egipto expulsó a las fuerzas de paz de la UNEF de la Península del Sinaí, estableció una presencia militar en Sharm el-Sheikh y anunció el bloqueo del estrecho, lo que llevó a Israel a citar su casus belli para abrir las hostilidades contra Egipto.

### Guerra China-Vietnam
Durante la Guerra Chino-Vietnamita de 1979, el líder chino Deng Xiaoping dijo a Estados Unidos que su plan de lucha contra los vietnamitas era una venganza por el derrocamiento del régimen de los Jemeres Rojos de Camboya, aliado de China. Sin embargo, los nacionalistas chinos han argumentado que el verdadero casus belli fue el mal trato de Vietnam a su población de etnia china, así como la sospecha de que Vietnam intentaba consolidar Camboya con el respaldo soviético.

### Invasión de Irak de 2003

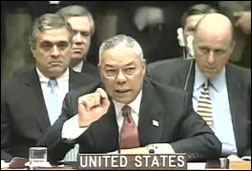
5 de febrero de 2003 - El secretario de Estado estadounidense Colin Powell sosteniendo un modelo de frasco de ántrax mientras hacía la presentación ante el Consejo de Seguridad de la ONU.

Cuando Estados Unidos invadió Irak en 2003, citó el incumplimiento por parte de Irak de los términos del acuerdo de alto el fuego de la guerra del Golfo de 1990-1991, así como la planificación en el intento de asesinato en 1993 del expresidente George H. W. Bush y disparar contra los aviones de la coalición que hacían cumplir las zonas de exclusión aérea como su declarado casus belli.
Citado por la Administración de George W. Bush fue el programa de armas de destrucción masiva de Saddam Hussein (ADM). La administración afirmó que Irak no había cumplido con su obligación de desarmarse en virtud de anteriores resoluciones de la ONU, y que Saddam Hussein estaba intentando activamente adquirir una capacidad de armas nucleares, así como mejorar un arsenal existente de armas químicas y biológicas. El Secretario de Estado Colin Powell se dirigió al pleno del Consejo de Seguridad de las Naciones Unidas el 5 de febrero de 2003 citando estas razones como justificación para la acción militar. Las Estimaciones Nacionales de Inteligencia (NIE) desclasificadas desde entonces indican que cualquier certeza puede haber sido exagerada en la justificación de la intervención armada; el alcance, el origen y la intención de estas exageraciones no pueden determinarse de forma concluyente a partir de las NIE.

### Anexión de Crimea
Tras la anexión de Crimea por parte de la Federación Rusa en 2014, el presidente ruso Vladímir Putin mencionó que Crimea y otras regiones "no formaban parte de Ucrania" tras su toma en el siglo XVIII. La población de etnia rusa en Crimea y el este de Ucrania ha sido considerada como un casus belli para la anexión de Rusia. El Ministerio de Asuntos Exteriores afirmó que Ucrania intentó apoderarse de los edificios del gobierno de Crimea, citando esto como un casus belli.

### Invasión rusa de Ucrania
Previo a la Invasión rusa de Ucrania de 2022, Rusia reconoció a las repúblicas separatistas de Donetsk y Lugansk, y una alianza de amistad y asistencia mutua entre ellos fue ratificada, creando un casus belli el cual usar. Una operación de bandera falsa también fue considerada por Rusia, de acuerdo con los servicios de inteligencia de Estados Unidos.